# Ріно 1868
ФК «Ріно 1868» (англ. Reno 1868 Football Club) — американський футбольний клуб з Ріно, Невада, заснований у 2015 році. Виступає в USL. Домашні матчі приймає на стадіоні «Гріейтер Невада Філд», місткістю 9 013 глядачів.
Є фарм-клубом «Сан-Хосе Ерсквейкс» та виступає у Західній конференції USL.

## Досягнення
- Західна конференція USL
  - Бронзовий призер: 2017.